# Preservativo feminino
O preservativo feminino (também conhecido como preservativo interno, ou camisinha interna, ou feminina no Brasil) é uma versão interna do preservativo, um método contraceptivo de barreira. Como o preservativo externo, a versão interna também protege contra as infeções sexualmente transmissíveis. Foi inventado pelo médico dinamarquês Lasse Hershel, ao final dos anos 90.
Este método contraceptivo consiste em um dispositivo de plástico, maior e mais largo que o preservativo externo, que deve ser introduzido na vagina, ou no ânus. Uma das extremidades, que é fechada, deve ser acomodada ao fundo da cavidade da vagina, ou do ânus; a outra, aberta, fica do lado de fora do orifício. Por conta do atrito, os preservativos internos e externos não devem ser usados ao mesmo tempo. Esses preservativos podem aderir um ao outro e se deslocar de onde devem permanecer durante o ato sexual.
A médica sul-africana Sonnet Ehlers, desenvolveu um preservativo interno que pode ajudar mulheres vítimas de tentativa de estupro (preservativo feminino antiviolação).